# Fiat Nuova 500 Steyr-Puch
La Steyr-Puch 500 è una vettura prodotta dalla casa automobilistica austriaca Steyr-Daimler-Puch. Si tratta di una versione della Fiat Nuova 500 costruita su licenza della casa torinese in varie cilindrate e allestimenti dal 1957 al 1975.

## Il contesto
Le differenze con la versione italiana si caratterizzano in lievi interventi sulla carrozzeria e all'adozione di un motore boxer bicilindrico, più potente dell'originale Fiat, con cilindrate che partendo da 493 cm³ nel 1957, passano a 643 cm³ nel 1963 e a 660 cm³ nel 1964.
Venne commercializzata anche la versione "Combi" o "Kombi", in Italia nota come "Giardiniera".
In base all'accordo con la Fiat i modelli austriaci non potevano essere venduti in Italia, nonostante fossero molto richiesti per le loro prestazioni.
| Modello       | Anni di produzione | Cilindrata cm³ | Potenza       |
| ------------- | ------------------ | -------------- | ------------- |
| 500           | 1957–1959          | 493            | 16 hp (12 kW) |
| 500 D         | 1959–1967          | 493            | 16 hp (12 kW) |
| 500 DL        | 1959–1962          | 493            | 20 hp (15 kW) |
| 700 C (Combi) | 1961–1968          | 643            | 25 hp (18 kW) |
| 700 E (Combi) | 1961–1968          | 643            | 20 hp (15 kW) |
| 650 T         | 1962–1968          | 643            | 20 hp (15 kW) |
| 650 TR        | 1964–1968          | 660            | 27 hp (20 kW) |
| 650 TR II     | 1965–1969          | 660            | 41 hp (30 kW) |
| 500 S         | 1967–1975          | 493            | 20 hp (15 kW) |
| 500 Neu       | 1969-1971          | 493            | 16 hp (12 kW) |